# Organisation der arabischen Erdöl exportierenden Staaten

Logo der OAPEC

Der Organisation der arabischen Erdöl exportierenden Staaten (englisch Organization of Arab Petroleum Exporting Countries, OAPEC; arabisch منظمة الدول العربية المصدرة للنفط, DMG Munaẓẓamat ad-duwal al-ʿarabiyya al-muṣaddira li-n-nafṭ) gehören heute 11 Mitglieder an. Unter den Mitgliedern befinden sich die vier Länder mit den größten Erdölvorräten der Welt Saudi-Arabien, Irak, Kuwait und die Vereinigten Arabischen Emirate, außerdem Ägypten, Algerien, Bahrain, Katar, Libyen, Syrien und Tunesien.
Sitz der OAPEC ist die Stadt Kuwait.

## Geschichte
Die OAPEC wurde am 9. Januar 1968 in Beirut gegründet, Gründungsmitglieder waren: Kuwait, Libyen und Saudi-Arabien. Ziel dieses Zusammenschlusses war die Koordinierung der Arabischen Ölindustrie und die Schaffung eines Gegenstücks zur OPEC, in der auch nichtarabische Staaten, unter anderen der Iran, Gabun, Indonesien oder Venezuela Mitglied sind bzw. waren.
Bei der Ölkrise im Jahr 1973 spielte die OAPEC eine führende Rolle. Bereits in den ersten Tagen des Jom-Kippur-Kriegs trafen sich die Ölminister der arabischen Staaten und beschlossen den Lieferboykott gegen den Westen. Die Ölminister der arabischen Staaten (OAPEC) mit Ausnahme Libyens erklärten am 18. März 1974 das Öl-Embargo gegen die USA für beendet. Am 31. Dezember 1974 folgte auch Libyen.
Die Organisation beschloss am 17. April 1979 anlässlich des Friedensvertrags mit Israel den Ausschluss Ägyptens aus der Organisation. Im Jahr 1989 wurde Ägypten wieder aufgenommen.
Insgesamt kontrolliert die OAPEC rund 50 Prozent der weltweiten Erdölreserven und betrachtet sich heute im Wesentlichen als eine technische Organisation zur inner-arabischen Kooperation im Öl- und Gassektor. Während jedoch der überwältigende Großteil der Förderung aus Mitgliedsstaaten der OPEC stammt, bietet die OAPEC auch für kleine Produzenten eine Möglichkeit der Koordinierung mit ihren arabischen Nachbarstaaten.
Betroffen sind Ägypten, Bahrain, Syrien und Tunesien. Im Gegensatz zu der Quotenregelung der OPEC ist diese bei der OAPEC nicht vorhanden. Eine Aufnahme in die OPEC wäre gemäß den derzeit (2017) bekannten Erdölreserven dieser vier oben genannten Länder nicht möglich. Trotz der geringen Fördermenge ist das Erdöl für diese 4 Länder nach wie vor ein wichtiger Wirtschaftszweig.

## Mitglieder

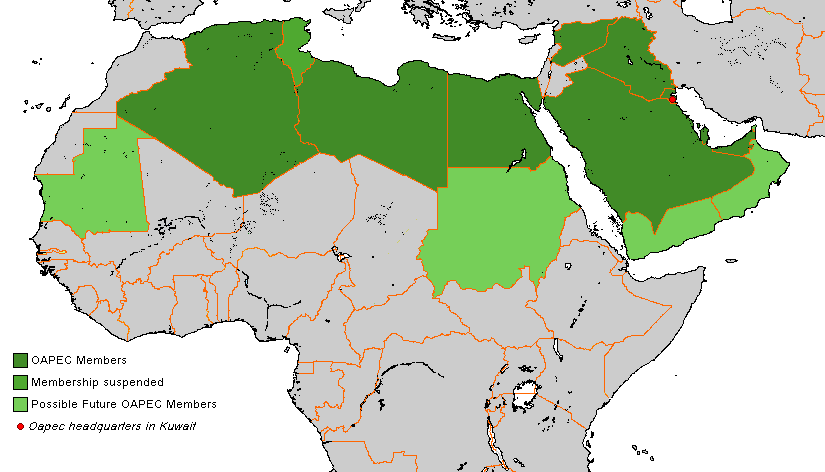
OAPEC-Mitglieder

- Gründungsmitglieder 1968: Kuwait, Libyen und Saudi-Arabien
- Beitritt 1970: Algerien, Bahrain, Katar und die VAE
- Beitritt 1972: Irak und Syrien
- Beitritt 1973: Ägypten (1979–1989 ausgeschlossen)
- Beitritt 1982: Tunesien (Mitgliedschaft 1986 suspendiert)

## Organe
- Ministerrat
- Exekutivbüro
- Sekretariat
- Schiedsgericht

Generalsekretär: Abdulaziz A. Al-Turki